# GJ 3146
GJ 3146 is een vlamster (schijnbare magnitude 15,8) in het sterrenbeeld Ram met een spectraalklasse van M5.0Ve. De ster bevindt zich 29,66 lichtjaar van de zon.